# Olof Ottelin

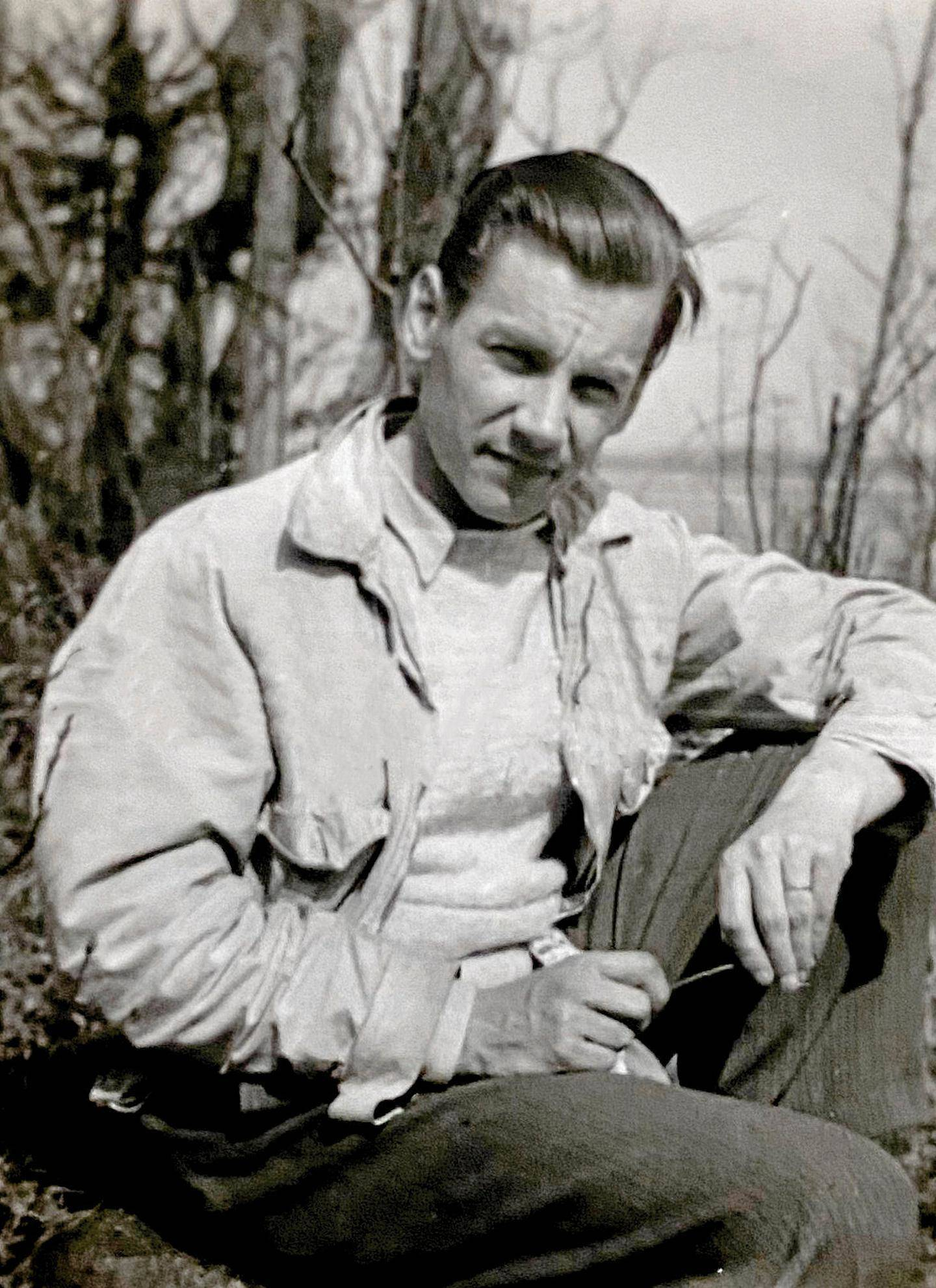
Olof Ottelin i början av 1950-talet.

Karl Olof Ottelin, född 3 maj 1917 i Helsingfors, död där 9 februari 1971, var en finländsk möbelarkitekt. 
Ottelin studerade 1939–1946 vid Centralskolan för konstflit med avbrott för militärtjänstgöring 1941–1944. Han utexaminerades som inredningsarkitekt och fick 1948 anställning som möbelarkitekt vid Stockmanns ritkontor (grundat 1919), var chef för möbelavdelningen 1953–1954 och konstnärlig ledare för inredningsavdelningarna 1955–1971. 
Ottelin blev känd för sin socialt inriktade design, ändamålsenliga och rejäla trämöbler – tillverkade vid Kervo snickerifabrik – bland annat sittvänliga och enkla stolar (till exempel Status, 1952 och senare till exempel Camillo, Nero och Othello) samt skåp- och hyllsystem, som vittnade om formgivarens anspråkslösa läggning. Han planerade ofta specialinredningar för olika företag och institutioner, bland annat Helsingfors svenska arbetarinstitut, Königstedts gård i Vanda, societetshuset i Lahtis 1949, Laulumiehet 1949, Björneborgs stadshus 1968, Svenska handelshögskolan 1952, Svenska klubben i Helsingfors 1950, statsrådets festvåning 1965 och restaurang Vanha Talli i Helsingfors 1963 (med bland annat restaurangstolen Kaleva). 
Ottelin tecknade regelbundet karikatyrer och bilder med inredningsmotiv i Vår Tid, Hufvudstadsbladet, Kaunis Koti, Nya Pressen, Lucifer, Astra, Nordisk Medicin och i Yleisradios direktsända tv-program. Han skrev även artiklar för dessa tidningar och tidskriften Arkitekten. Han planerade vidare barnkammarmöbler och leksaker i trä för Juho Jussila Oy och deltog 1958 i en planeringstävling för tapetmodeller. Han undervisade 1951–1959 i möbelplanering vid Tekniska högskolan i Helsingfors.